# Березин, Иван Терентьевич
Иван Терентьевич Березин (1910 год, село Колден, Семипалатинская область, Российская империя — 1958 год) — комбайнёр Науалинской МТС Семипалатинской области, Казахская ССР. Герой Социалистического Труда (1951). Депутат Верховного Совета Казахской ССР 2-го созыва.

## Биография
Родился в 1910 году в крестьянской семье в Семипалатинской области. С 1937 года трудился водителем трактора и комбайна в колхозе села Аксаковка. Участвовал в Великой Отечественной войне. После демобилизации возвратился в Казахстан и продолжил работать комбайнёром в Науалинской МТС Семипалатинской области.
За высокие трудовые достижения удостоен звания Героя Социалистического Труда указом Президиума Верховного Совета СССР от 22 июня 1951 года c вручением ордена Ленина и золотой медали «Серп и Молот».
С 1951 года — механизатор колхоза «Свободный труд».
Избирался депутатом Верховного Совета Казахской ССР II созыва (1947—1951).
Умер в 1958 году.
Награды
- Герой Социалистического Труда
- Орден Ленина
- Орден Трудового Красного Знамени
- Орден Отечественной войны 1 степени